# Eine Liebesgeschichte
Eine Liebesgeschichte ist ein 1953 gedrehter deutscher Spielfilm von Rudolf Jugert. Die Hauptrollen spielen Hildegard Knef, O. W. Fischer und Viktor de Kowa. Der Film basiert auf der gleichnamigen Novelle von Carl Zuckmayer, der auch am Drehbuch beteiligt war.

## Handlung
Handlungsrahmen bietet die Herrschaftszeit Friedrichs des Großen, Mitte/Ende des 18. Jahrhunderts. Der Siebenjährige Krieg liegt gerade ein Jahr zurück, da begegnet in der Silvesternacht 1764 Rittmeister Jost von Fredersdorff, einst ein Held der vergangenen Schlachten von Roßbach und Leuthen (1757), der einstigen Schauspielerin Lilli Schallweiss. Einst war sie die Geliebte des Majors von Prittwitz, wurde aber für höhere Weihen selbstverständlich als nicht „standesgemäß“ erachtet. Jost und Lilli lieben sich sehr und wollen bald heiraten, doch erneut steht der Standesunterschied und die schlechte Reputation von Künstlern, zumal Schauspielern, einer Eheschließung mit einem adeligen Offizier im Weg.
Nicht nur Josts Verwandte sträuben sich gegen diese Beziehung, auch seine Vorgesetzten sind strikt dagegen, und so wird sein Heiratsgesuch gar nicht erst bis nach „ganz oben“ weitergeleitet. Jost lässt sich dennoch nicht beirren und reicht daraufhin seinen Abschied von der preußischen Armee ein. Doch auch dieses Quittieren wird nicht genehmigt und von Fredersdorff kurzerhand nach Berlin einbestellt. Um seinen Willen endgültig zu brechen, stellen die Vorgesetzten Jost von Fredersdorff kurzerhand unter Arrest. Der Rittmeister aber zeigt sich unbeugsam, und so ist es Lilli, die eine Entscheidung für sie beide trifft. Sie verzichtet auf die Liebe und eine gemeinsame Zukunft und verlässt die Stadt, um ihrem Jost in Zukunft nicht noch mehr als bisher zu schaden.

## Produktionsnotizen
Die Dreharbeiten fanden Mitte/Ende 1953 in Hamburg-Wandsbek (Atelier) sowie Celle und Umgebung (Außenaufnahmen) statt, der Film wurde am 25. Februar 1954 in Hannover uraufgeführt. Die Berliner Premiere war am 29. März 1954.
Hermann Höhn übernahm die Produktionsleitung. Erich Kettelhut entwarf die von Johannes Ott umgesetzten Filmbauten, die Kostüme stammen von Herbert Ploberger. Werner Pohl überwachte den Ton. Rainer Erler war Regieassistent. Franz Hofer hatte die Kameraführung unter Hans Schneebergers Chefkamera, Günther Senftleben war Kameraassistent.
Kameramann Hans Schneeberger erhielt 1954 den Deutschen Filmpreis für die beste Kameraführung.

## Wissenswertes
Während in Zuckmayers Roman der Rittmeister sich wegen der verlorenen Liebe erschießt, kehrt der Film-Jost zu seinem Regiment zurück und kommt wieder seinen soldatischen Pflichten nach.

## Kritiken
In der Zeit ist zu lesen, diese Verfilmung sei „ein gewiß recht anspruchsvolles Unterfangen, da ja der inneren Spannung bei dem Konflikt zwischen Pflicht und Liebe in einem friderizianischen Offizier kaum eine bewegte äußere Handlung zugeordnet werden konnte. So half sich Eggebrecht am Anfang mit einer erfundenen Vorgeschichte, die den Major von Fredersdorff als Kavalier und Frauenheld in den Mittelpunkt stellt, und – er änderte den Schluß. Nichts mehr von der zwingenden und einzig gerechtfertigten Ausweglosigkeit, der Menschen jener Zeit durch Gesellschaft und geltende Moral ausgesetzt waren. (…) Rudolf Jugert hat dennoch daraus einen Film gemacht, der sich sehen lassen kann. Die einzelnen Szenen bieten ein Minimum an Handlung im üblichen filmischen Sinne. Das stumme Spiel muß zum Ausdruck der Tragik werden, die über dem Schicksal der beiden Liebenden liegt. Und gerade darin zeigt sich der kluge Einsatz der schauspielerischen Mittel von Hildegard Knef als Lili. (…) O. W. Fischer … spielt die nicht sehr dankbare Rolle so gut er kann, aber in ihm steckt nun einmal kein märkischer Offizier. Dagegen trifft diesen Ton, diese Exaktheit Viktor de Kowa vortrefflich. Er ist gespannt und sicher, die glückliche Verkörperung des Grafen Prittwitz.“
Im Lexikon des Internationalen Films heißt es: „In Regie und Darstellung ansehnliche Produktion von Erich Pommer.“